# Обилич (община)
Вижте пояснителната страница за други значения на Обилич.
Община Обилич или Кастриоти (на сръбски: Општина Обилић или Opština Obilić, на албански: Komuna e Obiliqit или Komuna e Kastriotit) е община в Прищински окръг, Косово. Населението ѝ според преброяването през 2011 година е 21 548 души, а територията ѝ е 104 кв. км. Неин административен център е град Обилич/Кастриоти.